# Ісмаїл Бей
Ісмаїл Бей аль-Кабір (*араб. إسماعيل بك الكبير‎; бл. 1735 — 1791) — 13-й шейх аль-балад (володар держави) і голова мамлюцького бейлікату в Єгипетському еялеті в 1775-1778 і 1786—1791 роках.

## Життєпис
Походив з Мінгрелії чи Картлі. Народився приблизно в середині 1730-х років. Замолоду схоплений работоргівцями і опинився рабом у Єгипті. Став мамлюком Алі-бея аль-Каздаглі. 1755 року став хазнадаром (скарбником) останнього. 1766 року отримав титул бея.
1768 році переміг Саліх-бея, голову клану (бейту) аль-Касимія, в Нижньому Єгипті, після чого повністю знищив цей клан. У 1770 році брав участь у поході Мухаммад-бея з підкорення Хіджазу. Зокрема, Ісмаїл-бею доручили зайняти Джидду та інші портові міста.
У 1772 році після повстання Мухаммад-бея в Сирії за наказом Алі-бея виступив проти нього, але зазнав поразки й мусив здатися. Дістав прощення від переможця та зберіг свій статус. Після смерті у 1775 році Мухаммад-бея очолив мамлюків і прихильників Алі-бея, заснувавши новий клан аль-Алавія.
Невдовзі вимушений протистояти Ібрагім-бею і Мурад-бею, очільникам клану аль-Мухаммадія. У 1777 році Ісмаїл-бею вдалося закріпитися в Каїрі, де той прийняв титул шейх аль-балад (голова держави). Проте його суперники отаборилися у Верхньому Єгипті (ас-Саїді). У 1778 році Ісмаїл-бей зазнав нищівної поразки, після чого втік до Стамбула.
У 1781 року перебрався до Триполі, де дістав допомогу від паші Алі Караманлі. Вдерся до верхнього Єгипту, втім зазнав поразки. Відступив до Нубії, а звідти повернувся до Стамбула.
У 1786 року повернувся до Єгипту в складі османських військ. Поразка клану аль-мухаммадія призвела до відновлення османської влади в Каїрі. Ісмаїл-бей знову став шейх аль-баладом, але не мав влади попередників, мусив підпорядковуватися османським намісникам. Утримував владу, навіть залишивши 1790 року більшість османських загонів, що рушили проти Російської імперії. Але в березні 1791 року Ісмаїл-бей та більшість його клану померли під час епідемії чуми. Це дозволило Ібрагім-бею і Мурад-бею відновити владу в Каїрі.